# Brusna
Brusna je naseljeno mjesto u općini Foča, Republika Srpska, BiH. Nalaze se na desnoj obali rijeke Ćehotine.

## Stanovništvo
| Narod     | Popis 1961. | Popis 1971. | Popis 1981. | Popis 1991. |
| --------- | ----------- | ----------- | ----------- | ----------- |
| Hrvati    | 1           |             |             |             |
| Muslimani | 4           | 95          | 56          | 39          |
| Srbi      | 463         | 421         | 404         | 299         |
| ostali    | 76          |             | 2           | 10          |
| Ukupno    | 544         | 516         | 462         | 348         |